# Torku Konyaspor B.K.
El Torku Konyaspor B.K. es un equipo de baloncesto turco que compite en la Türkiye 1, la primera división del país. Tiene su sede en Konya  y disputa sus partidos en el Selçuklu Belediyesi Sports Hall, que tiene un aforo para 3.800 espectadores.

## Posiciones en liga
- 2006 (3-TB2L)
- 2007 (10-TBL)
- 2008 (13-TBL)
- 2009 (15-TBL)
- 2010 (3-TB2L-A)
- 2011 (5-TB2L-B)
- 2012 (1-TB2L)
- 2013 (2-TB2L)
- 2014 (13-TBL)